# Anguillas damlandslag i fotboll
Anguillas damlandslag i fotboll representerar Anguilla i fotboll på damsidan. Dess förbund är Anguilla Football Association (Anguillas fotbollsförbund).